# Erecanana subinermis
Erecanana subinermis is een hooiwagen uit de familie Podoctidae.